# Jurij Rybtschynskyj

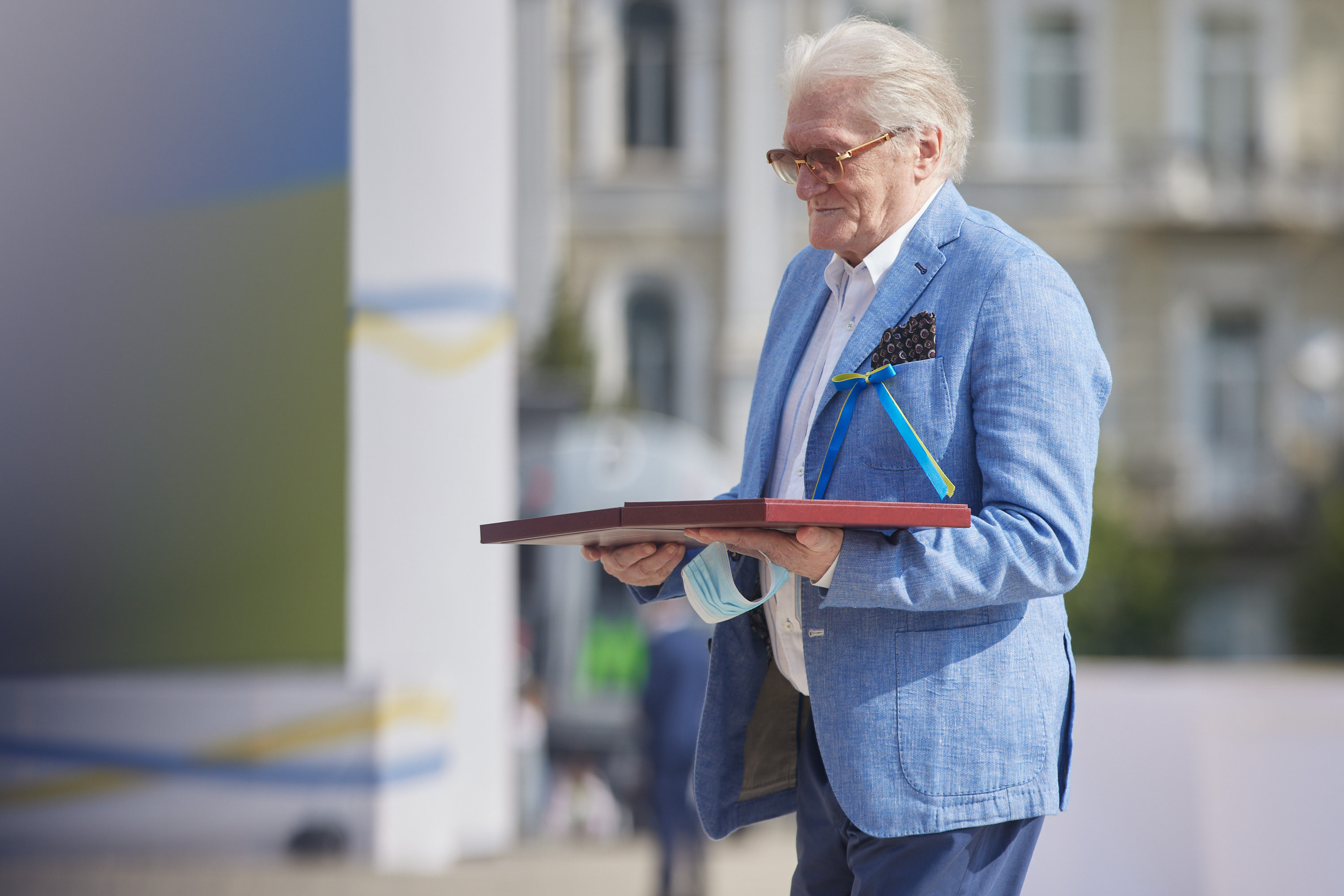
Jurij Rybtschynskyj 2020

Jurij Jewhenowytsch Rybtschynskyj (* 22. Mai 1945 in Kiew, Ukrainische SSR) ist ein ukrainischer Dichter, Dramatiker, Liedermacher und Drehbuchautor. Rybtschynskyj gilt als einer der Gründer des modernen ukrainischen Liedes.
Rybtschynskyj kam im historischen Kiewer Stadtteil Podil zur Welt und studierte von 1962 bis 1967 an der philologischen Fakultät der Nationalen Taras-Schewtschenko-Universität Kiew.
Von 1998 bis 2000 war er Kulturberater des ukrainischen Präsidenten Leonid Kutschma.
Sein Sohn Jewhen Rybtschynskyj (* 21. Dezember 1969) ist ebenfalls Künstler und war Abgeordneter der Werchowna Rada.

## Werk
Rybtschynskyj schrieb insgesamt etwa 3000 Lieder, darunter Popsongs, viele Werke für den Film, Musicals und Hörspiele.
Seine Dichtungen wurden unter anderem als Liedtexte für Irina Allegrowa, Eduard Chil, Ljudmila Gurtschenko, Tamara Gwerdziteli, Filipp Kirkorow, Iossif Kobson, Waleri Leontjew, Alexander Malinin, Lolita Miljawskaja, Edita Pjecha, Tajisija Powalij, Sofija Rotaru, Michail Schufutinski, Walentina Tolkunowa und Anschelika Warum verwendet.

## Ehrungen
Jurij Rybtschynskyj erhielt zahlreiche Ehrungen. Darunter:
- Ehrenbürger der französischen Stadt Orléans[1]
- 1995 Verdienter Künstler der Ukraine[6]
- 2000 Volkskünstler der Ukraine[7]
- 2009 Ehrenbürger von Kiew[8][9]

- 2015 Orden des Fürsten Jaroslaw des Weisen 5. Klasse

- 2020 Held der Ukraine